# Регионална лига у рагбију 2016/17.
Регионална лига у рагбију 2016/17. (службени назив: 2016–17 Regional Rugby Championship) је било 10. издање Регионалне лиге у рагбију. Учествовало је 5 рагби клубова из Србије, Хрватске, Словеније и Босне и Херцеговине. Такмичење је освојила Нада Сплит.

## Учесници
- Рагби клуб Нада Сплит  Хрватска
- Далмација  Хрватска
- Рагби клуб Рад  Србија
- Рагби клуб Челик  БИХ
- Рагби клуб Љубљана  Словенија

## Такмичење
Далмација - Рад 59-19
Нада - Челик 53-3
Рад - Нада 13-29
Љубљана - Далмација 18-43
Нада - Љубљана 29-16
Челик - Рад 25-3
Челик - Далмација 10-19
Рад - Љубљана 8-38
Љубљана - Челик 42-23
Далмација - Нада 3-7
|   | Клуб         | ИГ | Д | Н | И | ПД  | ПП  | ПР   | ЕД | ББ | Б  |  |
| - | ------------ | -- | - | - | - | --- | --- | ---- | -- | -- | -- |  |
| 1 | Нада Сплит   | 4  | 4 | 0 | 0 | 115 | 35  | +80  | 18 | 3  | 19 |  |
| 2 | Далмација    | 4  | 3 | 0 | 1 | 124 | 54  | +70  | 18 | 3  | 15 |  |
| 3 | Љубљана      | 4  | 2 | 0 | 2 | 114 | 103 | +11  | 17 | 1  | 10 |  |
| 4 | Челик Зеница | 4  | 1 | 0 | 3 | 61  | 114 | -53  | 7  | 0  | 4  |  |
| 5 | Рад Београд  | 4  | 0 | 0 | 4 | 43  | 151 | -108 | 6  | 0  | 0  |  |

| Победник Регионалне лиге у рагбију 2016/2017. |
| --------------------------------------------- |
| Рагби клуб Нада Сплит 8. титула               |

## Најбољи поентери
Павловић 44 поена, Далмација
Росо 35 поена, Нада
Влајчевић 25 поена, Нада
Чорић 15 поена, Нада